# Comité olympique d'Indonésie

Logo

Le Comité olympique d'Indonésie (en bahasa indonesia, Komite Olimpiade Indonesia, KOI) est devenu en 2005 le comité national olympique de l'Indonésie, séparé du Comité national des sports d'Indonésie (KONI) chargé de l'organisation sportive en Indonésie. Sa présidente est Rita Subowo.
En 1962, après le refus indonésien d'inviter la république de Chine et Israël aux Jeux asiatiques, le CIO suspend le comité olympique d'Indonésie, ce qui constitue une première : cette exclusion donnera naissance aux GANEFO.